# Kadagua
Le Kadagua ou Cadagua (étymologie : extrémité d'eau) est une rivière des provinces espagnoles de Burgos et de Biscaye. On l'a aussi appelé Salcedo ou Salcedón.
Elle prend sa source dans le massif de Magdalena (Peña Mayor) descendant vers la vallée de Mena (Burgos). Elle irrigue les Enkarterri (Biscaye), traversant Balmaseda, Zalla, Güeñes et Alonsotegi et aboutit à la Ria de Bilbao (Ibaizabal-Nervion) à la frontière entre Barakaldo et Bilbao, à la hauteur du quartier de Bilbao de Zorrotza pour aboutir à la ria du Nervion.

## Affluents
Les affluents les plus importants sont le Hijuela, Los Valles, Herrerias, la Rata, ruisseau de l'Escaño, San Miguel et le marais d'Ordunte.